# Cantone di Cerizay
Il Cantone di Cerizay è una divisione amministrativa dell'arrondissement di Bressuire.
A seguito della riforma approvata con decreto del 18 febbraio 2014, che ha avuto attuazione dopo le elezioni dipartimentali del 2015, è passato da 10 a 23 comuni.

## Composizione
I 10 comuni facenti parte prima della riforma del 2014 erano:
- Bretignolles
- Cerizay
- Cirières
- Combrand
- Courlay
- La Forêt-sur-Sèvre
- Montravers
- Le Pin
- Saint-André-sur-Sèvre
- Saint-Jouin-de-Milly

Dal 2015 i comuni appartenenti al cantone sono i seguenti 23:
- L'Absie
- Bretignolles
- Le Breuil-Bernard
- Cerizay
- Chanteloup
- La Chapelle-Saint-Étienne
- La Chapelle-Saint-Laurent
- Cirières
- Clessé
- Combrand
- Courlay
- La Forêt-sur-Sèvre
- Largeasse
- Moncoutant
- Montravers
- Moutiers-sous-Chantemerle
- Neuvy-Bouin
- Le Pin
- Pugny
- Saint-André-sur-Sèvre
- Saint-Jouin-de-Milly
- Saint-Paul-en-Gâtine
- Trayes